# Tzoumérka
Les Tzoumérka (en grec moderne : Τζουμέρκα) ou monts Athamaniens (Αθαμανικά όρη) sont une chaîne de montagnes faisant partie du sud du massif du Pinde et culminant à 2 393 mètres.

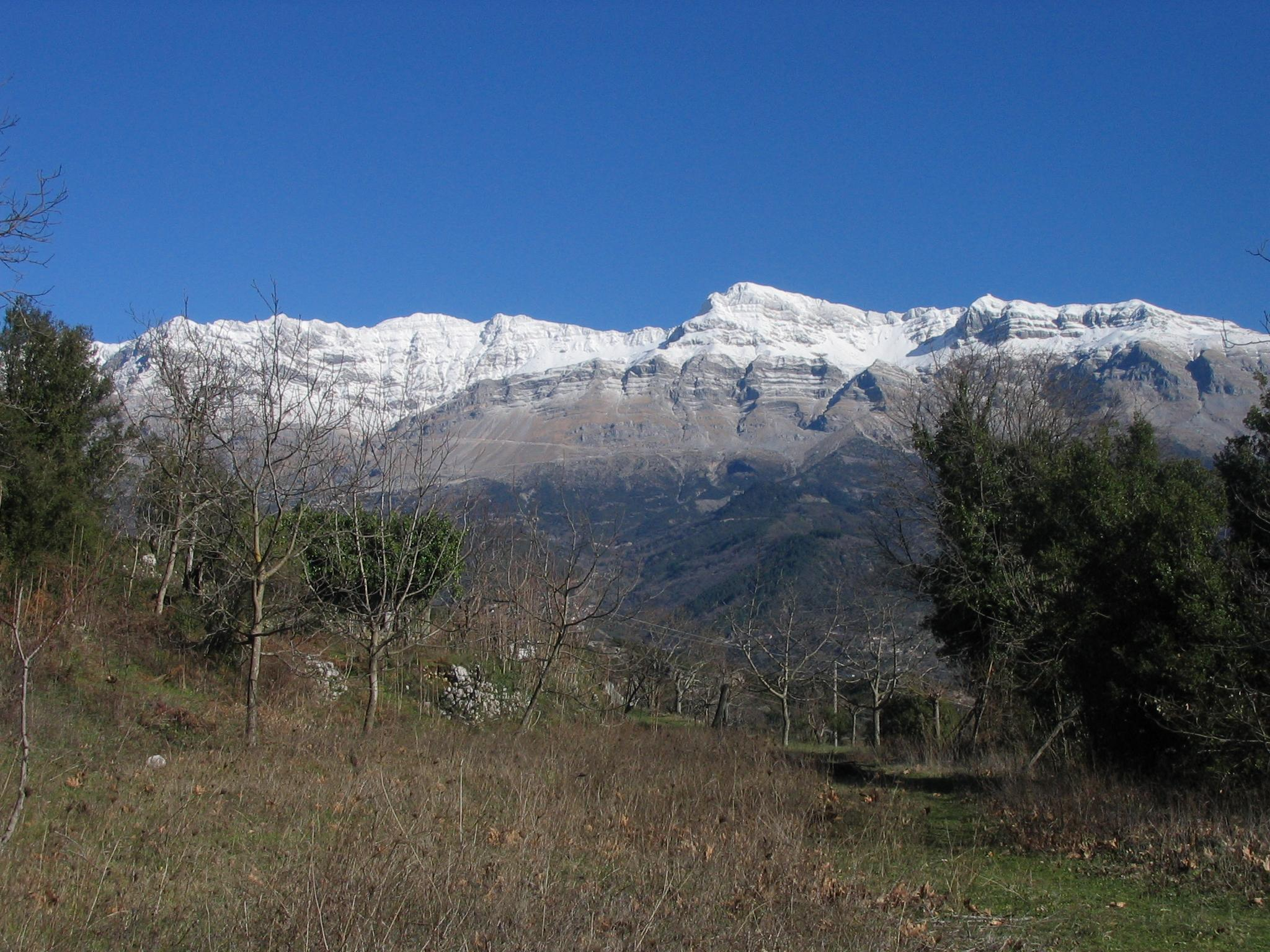
Vue depuis l'ouest

La chaîne mesure environ 40 km du nord au sud, et 15 à 20 km d'est en ouest.
Administrativement, elle dépend à la fois des districts régionaux d'Arta, de Ioannina et de Trikala. 
Depuis 2009, la région est incluse dans le parc national de Tzoumérka-Achelóos-Ágrafa-Météores.
Une municipalité du district régional de Ioannina, située sur le flanc nord-ouest des montagnes, porte aussi ce nom, mais son territoire ne comprend qu'une petite partie du massif.